# Duvnäs (station)
Duvnäs är en småort i Stora Tuna distrikt (Stora Tuna socken) i Borlänge kommun, Dalarnas län (Dalarna). Orten ligger vid Dalälvens norra strand och Europaväg 16. Här finns en nedlagd järnvägsstation vid Dalabanan.
2015 har avgränsade SCB här en småort som sträckte sig in i Gagnefs kommun. Sedan en ny småortsavgränsning gjordes 2020 sträcker sig småorten dock inte längre över kommungränsen utan omfattar enbart bebyggelse inom Borlänge kommun.